# 요르고스 카라구니스
요르고스 카라구니스(그리스어: Γιώργος Καραγκούνης , 1977년 3월 6일, 피르고스 ~ )는 은퇴한 그리스의 축구 선수이다.
현역 시절, 그는 파나티나이코스, 인테르나치오날레 벤피카, 그리고 풀럼에서 활약하였다.
그는 1999년과 2014년 사이 그리스 국가대표팀 경기에 출전하였다. 그는 UEFA 유로 2004의 우승 주역이며, UEFA 유로 2008, 2010년 FIFA 월드컵, UEFA 유로 2012, 그리고 2014년 FIFA 월드컵에서도 그리스를 대표로 출전하였다. 139번의 국가대항전에 출전한 그는 그리스 축구 국가대표팀 역사상 가장 많은 경기에 출전한 선수이다.

## 클럽 경력

### 파나티나이코스와 아폴론 스미르니 임대
요르고스 카라구니스는 1996년에 파나티나이코스에서 아폴론 스미르니로 임대를 가서 데뷔하였다. 아테네 연고의 처음 몇년 동안, 그는 우수한 재능의 잠재성을 보였는데, 그는 중원의 핵으로써 매우 에너지가 넘치는 선수이며, 클럽의 주요 득점원이었다. 아폴론에서 데뷔 이후 2년을 보냈던 그는 1998년에 그리스 거함 파나티나이코스로 복귀하여 더 많은 기술을 숙달하였다. 파나티나이코스에서 그는 이어지는 5년간 선수단 1군의 주축 선수로 자리매김하였다. 비록 파나티나이코스는 이 기간 동안 몇가지 논란을 수반하는 이유로 알파 에트니키 우승을 못하였으나, 팀은 항상 리그 우승에 경쟁하였고, UEFA 챔피언스리그 경기와 UEFA컵 경기에서 훌륭한 행보를 보였고, 카라구니스 또한 팀에 소중한 득점을 올리곤 했다. 그는 녹색 군단에 합류한 첫 시즌에 24번의 리그 경기에 출전해 6골을 넣었고, 2000-01 시즌에는 처음으로 UEFA 챔피언스리그에 출전하였으며, 카라구니스는 녹색 군단이 참가한 이 시즌의 챔피언스리그 12경기에 모두 출전하였고, 맨체스터 유나이티드를 상대로 한 올드 트래퍼드 원정 경기에서는 직접 프리킥으로 잊을 수 없는 득점에 성공하였다. 이어지는 기간 동안 아포스톨로스 니콜라이디스 경기장에서 열린 홈경기에서, 그는 아스널을 상대로 한 경기에서 헤딩으로 데이비드 시먼을 따돌려 아름다운 골을 넣었고, 팀을 UEFA 챔피언스리그 8강으로 견인했다.

### 인테르나치오날레
프로 데뷔로부터 7년 후, 카라구니스는 처음으로 해외로 둥지를 옮겼고, 그가 2003년 여름에 그리스의 파나티나이코스를 떠나 정착한 곳은 이탈리아 세리에 A의 인테르나치오날레였다. 인테르나치오날레에서의 첫 시즌에 그는 소속팀의 2003-04 시즌 리그 경기에 불규칙적으로 출전하였으며, 주로 유럽대항전 (UEFA 챔피언스리그와 UEFA컵) 경기에 출전했었다. 이탈리아와 해외에서의 첫 시즌 후, 그는 인테르나치오날레의 리그 경기에서 두각을 나타내지 못한 선수로, 연고지 라이벌 밀란이 리그를 우승하는 가운데 소속팀은 4위라는 실망스러운 성적을 거두었으나, 포르투갈에서 열린 UEFA 유로 2004의 그리스 선수단에 별탈 없이 들어가 나중에 큰 인상을 남겼다. 그리스가 UEFA 유로 2004를 우승한 후, 이탈리아로 돌아가 자신과 서포터들로부터 정기적으로 출전할 많은 기대를 갖고 2004-05 시즌의 리그에 참가하였으나, 그는 로베르토 만치니 감독 지휘 하에 세리에 A경기에 또 불규칙적으로 출전하였고, 유럽대항전과 국내 컵 대회를 위주로 출전하였다. 그는 2005년 코파 이탈리아 결승전에서 그리스 국가대표팀 동료인 트라야노스 델라스가 소속된 로마를 꺾고 팀과 우승의 기쁨을 누렸다. 2004-05 시즌 종료 후, 인테르나치오날레는 유벤투스가 우승한 가운데 3위로 리그를 마감하였고, UEFA 챔피언스리그는 8강에서 연고지 라이벌 밀란에게 패하며 탈락했다.

### 벤피카
2005년, 그는 포르투갈로 무대를 옮겨 그가 그리스 대표로 UEFA 유로 2004를 우승했던 이스타디우 다 루스를 연고로 하는 벤피카에 합류하였다. 카라구니스는 "저는 벤피카가 좋습니다. 매우 큰 클럽으로, 저는 서포터들이 저에 대해 큰 믿음이 있는 것으로 보아 큰 환영을 받았습니다. 저는 그리스 국가대표 동료들이 제가 벤피카에 이적한 것에 대해 행복할 것이라 확신합니다." 그는 전 올림피아코스 선수 즐라트코 자호비치가 은퇴함에 따라 공석이 된 10번을 받았다. 포르투갈 거함은 그리스 미드필더를 영입하기 위해 7개월간 지속된 긴 협상을 벌였고, 3년 계약의 체결 후 "리스본의 독수리" 입단식에 등장하였다. 더 나아가서, 카라구니스는: "저는 9월 10일의 스포르팅 리스본과의 경기까지 준비할 것입니다. 저는 제가 빅클럽에 입단한 것을 압니다. 벤피카는 UEFA 챔피언스리그 우승 경험이 있고, 모두의 존경을 받습니다. 저는 여기 우승하러 왔습니다,"라고 덧붙여 UEFA 유로 2004의 우승이라는 최고의 순간을 보낸 이스타디우 다 루스의 복귀에 만족하는 모습을 보였다.
카라구니스는 포르투갈에서 인상적인 득점을 성공했는데, 예를 들어 샤흐타르 도네츠크전 16미터 골 이나 아베스와의 홈경기에서의 놀라운 프리킥골이 있다.
카라구니스의 벤피카에서의 첫 시즌은 순탄치 않았는데, 그리스 선수는 자신을 주축으로 발돋움하는데 어려움을 겪었다. 그러나, 2년차에 들어서 파나티나이코스 이후로 재회한 페르난두 산투스의 체제 하에 카라구니스는 클럽의 선발 라인업에 자신의 이름을 올렸고, 우수한 성과를 보이며 팬들의 가장 사랑받는 선수들 중 하나가 되었다. 벤피카에서 2년동안 우수한 활약을 펼친 카라구니스는 그리스로 돌아가 친정팀 파나티나이코스에 재합류했다.
2010년, 그는 이스타디우 다 루스에 돌아가 지단과 호나우두의 친구들을 상대할 벤피카 올스타 선수단 일원으로 출전했다.

### 파나티나이코스
루머에 따르면, 선수의 가족이 리스본의 생활에 적응할 수 없어 포르투갈에서 이주하기를 희망한다고 나왔다. 카라구니스의 포르투갈 클럽 계약은 2008년 7월에 만료될 예정이었으나, 선수와 그의 에이전트는 협상을 통해 즉시 떠나게 되었다. 카라구니스는 2007년에 벤피카에서 방출된 후, 즉시 그리스로 복귀해 친정팀 파나티나이코스의 일원이 되었고, 3년짜리 계약서에 서명했다. 그는 원 소속팀에 즉시 적응해 특히 유럽대항전에서 중요한 경기에서 득점을 성공시키곤 했는데, 베르더 브레멘전의 환상적인 발리슛 골이 그 중 하나였다.
그는 클럽에 적응하였음에도 불구하고, 벤피카에서의 생활이 빨리 끝나버렸고, 고향으로 돌아가 파나티나이코스에 입단했다. 아테네 연고 팀은 그를 확보하면서 클럽의 새 시대를 알렸고, 카라구니스는 클럽에서 뿐만 아니라 그리스 국가대표팀에서도 리더쉽의 상징적 존재가 되었다. 그는 국가대표팀 주장으로 자리잡아 그 전에 그리스 선수단의 주장이었던 테오도로스 자고라키스의 공백을 메꾸었다. 카라구니스의 파나티나이코스에 헌신적으로 공헌하면서, 질적 영향에 두각을 나타내어 파나티나이코스가 유럽대항전에서 성공케 하였다. 2009년 9월 3일, 카라구니스는 2012년까지 계약을 연장하였고, 클럽에서 은퇴하기를 희망한다고 밝혔다. 아테네 연고 클럽의 주장으로써, 그는 두번째 수페르리가 (그리스 리그) 와 그리스 컵 우승을 차지하였다. 더 나아가서, 그는 팀이 참가한 UEFA 유로파리그 2009-10에서 득점자 목록에 처음으로 이름을 올렸는데, 그는 디나모 부쿠레슈티 F조 원정 경기에서 득점에 성공했다. 요르고스 카라구니스의 79분 결승골로 파나티나이코스는 클라우디우 니쿨레스쿠가 페널티킥을 경기 종료 2분전에 실축한데 힘입어 유로파리그 승점을 확보하였다.

### 풀럼

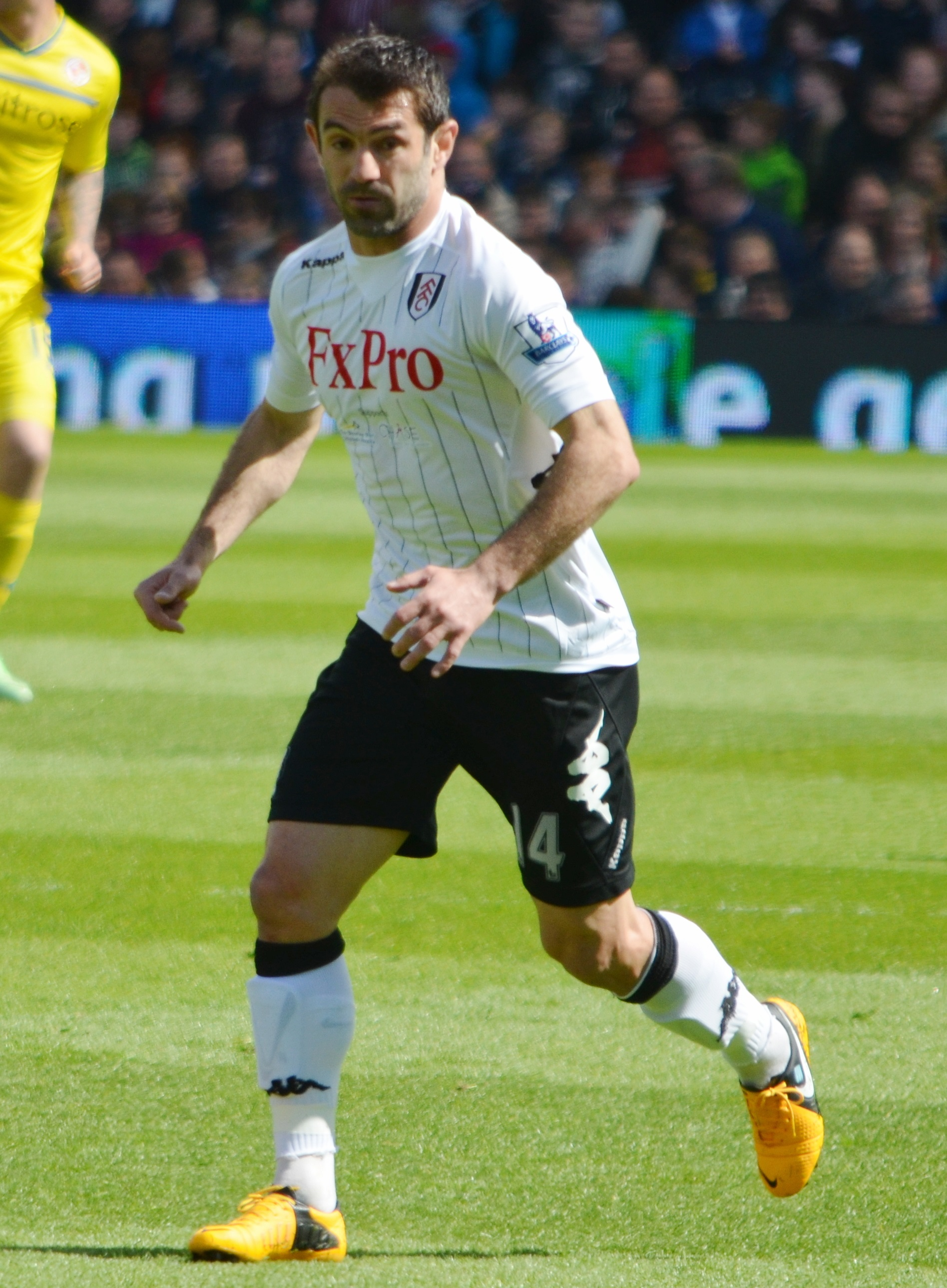
풀럼의 요르고스 카라구니스

2012년 9월 11일, 카라구니스는 계약이 만료되면서 파나티나이코스에서 방출되어 해외로 이주하였고, 이번에는 잉글랜드의 풀럼으로 자유이적해 시즌 종료까지 함께하게 되었다. 요르고스 카라구니스는 니코스 다비자스, 스텔리오스 얀나코풀로스, 바실리스 라키스, 테오도로스 자고라키스, 앙겔로스 바시나스, 그리고 코스타스 할키아스의 뒤를 이어 UEFA 유로 2004 우승 주역들 중 프리미어리그에 입성한 8번째 그리스 선수였다. 풀럼의 모트스퍼 파크 훈련장의 인터뷰에서 카라구니스는: "저는 풀럼에 입단한 것에 대해 기쁘며, 잉글랜드와 프리미어리그에서 맞이할 새로운 도전이 기대됩니다. 저는 마르틴 욜 감독과 이 클럽의 몇몇 환상적인 동료들과 함께 하루빨리 동행하고 싶습니다."라고 인터뷰하였다. 마르틴 욜 풀럼 감독은: "요르고스 카라구니스는 클럽 및 국제경기 경험이 풍부하며 저는 그가 이번 시즌에 합류한 것에 대해 기쁩니다. 그는 클럽의 영향력 있는 선수이며, 축구계에서 명성있는 선수로, 곧 그리스 국가대표팀에서 최다 출장 기록을 지닌 선수가 될 것입니다. 그의 영입은 우리 선수단의 질적 향상을 가져왔습니다."라고 덧붙였다.
2012년 9월 29일, 그는 맨체스터 시티와의 크레이븐 코티지홈경기에서 프리미어리그 클럽 공식 데뷔전을 가졌는데, 81분에 크리스 베어드와 교체 투입되었다. 안필드의 리버풀에 0-4로 패한 경기에서, 카라구니스는 처음으로 프리미어리그 90분 풀타임을 뛰었다. 2013년 1월 5일, 풀럼의 블랙풀과의 FA컵 경기에서 카라구니스는 풀럼 1호골을 득점하였는데, 그는 '22미터 하프볼리슛'을 날렸고, 이것이 크로스바 아래로 내려가 뤼도비크 실베스트르에 당한 실점을 동률로 만들어 경기를 1-1로 종료시켰다. 그로 인해, 두 클럽은 블룸필드 로드에서 열린 재경기에 참가하게 되었다. 2013년 1월 12일, FA컵에서 득점한지 1주일 후, 그는 위건 애슬레틱과의 경기 전반 22분에 첫 프리미어리그 골을 넣었다.
카라구니스는 본래 프리미어리그 2012-13 시즌의 종료와 함께 풀럼에서 나갈 12명의 선수들 중 한명이었다. 2013년 7월, 그는 그리스의 친정팀 파나티나이코스로 돌아가지 않고 프리미어리그 풀럼과 연장 계약이 임박했다고 보도되었다. 이적 시장에서의 반전으로, 카라구니스는 클럽에 앞서 6월에 나갈 예정이었으나, 풀럼과 1년 연장계약에 임박했다고 언급했다. 결국 풀럼은 마르틴 욜을 클럽의 지휘봉을 계속 잡고, 네덜란드인 전술가가 카라구니스를 잉글랜드 수도 연고의 팀에 1시즌 더 머물게 할 것으로 보였다. 카라구니스는 전년 여름에 풀럼에 입단할 때부터 인기 영웅이었고, 근래 잉글랜드 축구 생활 1년의 끝이 임박하면서 파나티나이코스와 멜버른 빅토리 대표자들과 만나기도 했었다. 한편 그리스에서는 카라구니스와 파나티나이코스 보드진과의 협상에서 그리스 국가대표가 아테네 연고팀에게 그가 해외에 잔류할 의사를 밝히게 되면서 진지하게 진행된 것으로 보도되었다.
결국, 2013년 7월 9일, 카라구니스는 2014년 여름까지 유효한 풀럼과의 1년 연장계약을 체결하였다. 런던팀은 요르고스 카라구니스가 파나티나이코스로 복귀하지 않을 것이라 결단내자마자 공식적으로 새 계약을 발표하였다. "구단은 요르고스 카라구니스가 풀럼과의 1년 연장 계약서에 서명하면서 2014년 6월 30일까지 크레이븐 코티지에 남게 된 것에 기쁩니다. 그의 근무 태도와 그라운드에서의 열정은 팬들의 최고 선수로 지위를 굳혔으며, 또한 팬들이 선정한 올해의 선수 및 골에서 모두 2위를 차지하였습니다."라고 풀럼의 공식 웹사이트에 보도되었다. 오두막 주인으로써의 마지막 시즌에, 카라구니스는 레스터 시티에 3-4로 패한 리그컵 경기에서 시즌의 처음이자 마지막 득점에 성공하였는데, 그의 득점으로 종료 3분을 남겨놓고 동점을 기록했으나, 얼마 지나지 않아 여우 군단의 로이드 다이어에게 결승골을 내주어 졌다. 이 시즌동안, 카라구니스는 근육통으로 고통을 받았으나, 2014년 4월 19일, 그는 1-3으로 진 토트넘 홋스퍼와의 원정 경기에서 교체 출전으로 자신의 클럽 마지막 경기를 치렀다.
카라구니스는 프리미어리그 2013-14 시즌 종료 후 강등된 풀럼에서 나간 9명의 선수들 중 한명이었다.

## 국가대표팀 경력

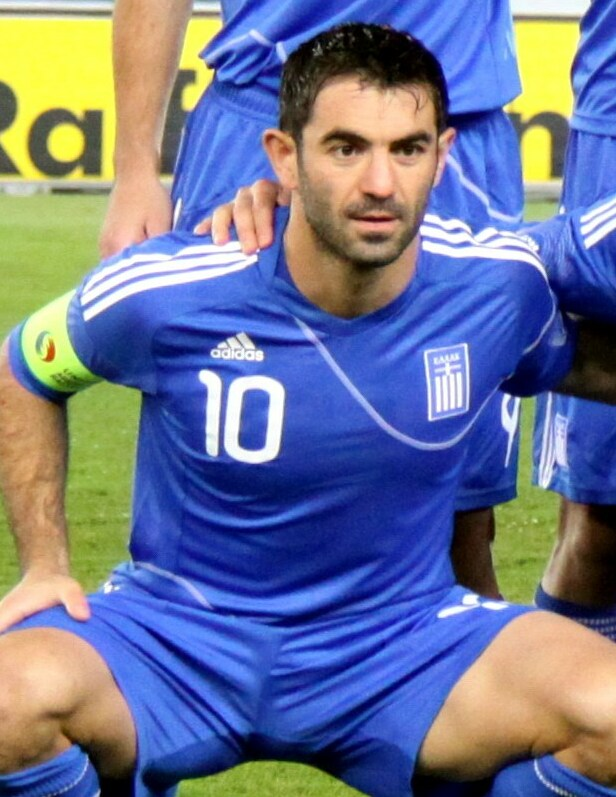
2010년, 그리스 국가대표팀 주장을 맡은 카라구니스

### 초창기
카라구니스는 그리스 U-21 국가대표팀의 전 주장으로 팀을 1998년 UEFA U-21 축구 선수권 대회 우승 문턱까지 이끌었는데, 그리스는 스페인과의 결승전에서 0-1로 석패하였다. 그 후, 그는 국가대표팀 주전으로 자리잡았다. 그는 1999년, 엘살바도르와의 친선경기에서 첫 성인 국가대표팀 경기를 뛰었고, 2002년 FIFA 월드컵 예선전에 참가했다.

### UEFA 유로 2004와 그 후
그가 국가대표팀에서 이룬 최고의 업적은 논란의 여지 없이 그리스가 정상에 올랐던 UEFA 유로 2004였다. 그는 그리스 국가대표팀의 주축으로 나와 포르투갈과의 대회 개막전에서 첫 골을 득점하였는데, 그는 중거리포를 쏘아 홈팀을 놀라게 하고 그리스에게 소중한 승리를 쟁취해 다음 라운드로 진출할 수 있다는 긍지를 심었다. UEFA 유로 2004 우승 후, 카라구니스는 그리스 국가대표팀에서 꾸준한 활약을 이어나가 2005년 FIFA 컨페더레이션스컵, 2006년 FIFA 월드컵 예선전, UEFA 유로 2008 본선에도 주전으로 활약했다. 2008년 3월 26일, 카라구니스는 독일 뒤셀도르프에서 열린 포르투갈과의 친선전에 출전하였다. 이 경기에서 그는 국가대항전 경력의 정점을 찍었다고 볼 수 있는데, 두 차례의 비슷한 프리킥 득점으로 그리스에게 2-1 승리를 가져다 주었다.
요르고스 카라구니스는 그리스 국가대표팀의 주장으로써 2010년 FIFA 월드컵 본선행에 일조했다. 주장으로써, 그는 나이지리아전에서 2-1 승리를 견인해 그리스 국가대표팀의 월드컵 첫 승리로 이끌었다. 2010년 10월 8일, 라트비아전에서, 카라구니스는 그리스 국가대표팀 100번째 경기 출전을 자축하며 UEFA 유로 2004를 우승했던 전 국가대표팀 동료인 앙겔로스 바시나스와 어깨를 나란히 했다. 2010년 10월 12일, 카라구니스는 101번째 경기 출전으로 테오도로스 자고라키스의 뒤를 이어 2번째로 많은 경기에 출장한 선수로 발돋움했고, 이스라엘전에서 국제경기 7호골로 팀의 승리를 견인했다. 2011년 10월 7일, 카라구니스는 111번째 그리스 국가대표팀 경기 출전으로 테오도로스 자고라키스와 앙겔로스 바시나스의 축하를 받았다. 축하 의식은 크로아티아전 시작을 앞두고 카라이스카키스 스타디움에서 진행되었다.

### UEFA 유로 2012

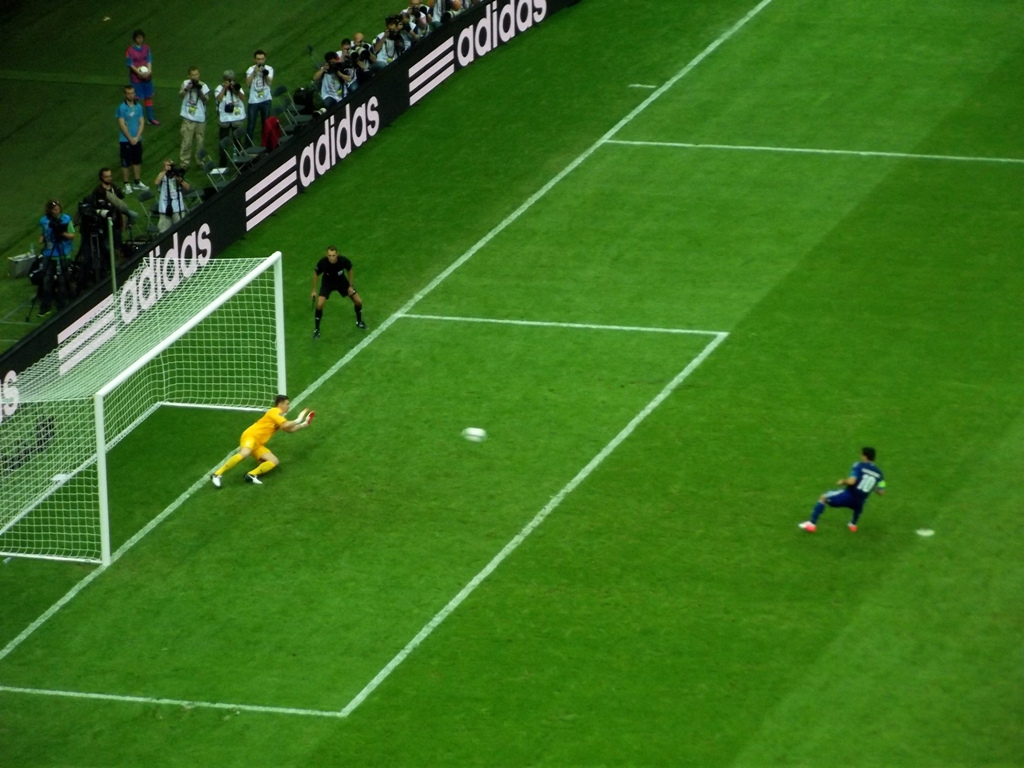
UEFA 유로 2012에서 카라구니스가 찬 페널티킥은 프셰미스와프 티톤 폴란드 골키퍼에 막혔다.

2012년 6월 8일, 그리스는 UEFA 유로 2012 개막전에서 폴란드를 상대했다. 보이치에흐 슈쳉스니 폴란드 골키퍼가 디미트리스 살핑기디스 그리스 국가대표에게 반칙을 범하였고, 그 결과 슈쳉스니가 레드카드를 받았다. 카라구니스가 페널티킥을 찼으나 교체로 들어온 폴란드 골키퍼 프셰미스와프 티톤에게 그의 페널티킥이 막혔다.
2012년 6월 16일, 카라구니스는 러시아와의 A조 최종전에서 120번째 국가대표팀 경기에 출전해 당시 국가대표팀 최다 경기 출장 기록을 지닌 테오도로스 자고라키스와 기록 동률을 이루었다. 그는 전반 종료를 앞두고 이 경기의 1-0 결승골을 뽑아내었다. 그 결과, 그리스는 대화 다음 라운드에 진출할 수 있게 되었다. 후반전은 비교적 덜 극적이었으나, 화잿거리를 만들어냈다. 결정적인 득점을 성공시킨 카라구니스는 러시아 페널티 박스 안으로 달겨들었다. 그리스 주장은 1골을 추가할 것으로 보였으나, 그의 다리는 러시아 수비수에 걸렸다. 카라구니스는 자신이 페널티킥을 얻었다 확신하였으나 주심은 그렇게 생각치 않았고 오히려 다이빙으로 옐로카드를 꺼냈다. 카라구니스는 대회 두번째 옐로카드로 8강전 경기에 출장하지 못했다.

"카라구니스는 그리스와 국제 축구의 후계자이다." 

### 2014년 FIFA 월드컵과 기록
2012년 10월 12일, 그는 보스니아 헤르체고비나와의 2014년 FIFA 월드컵 예선전에서 후반 교체 출전으로 121번째 국가대표팀 경기에 출전하였다. 이 경기를 통해, 그는 그리스 축구 국가대표팀 최다 출장 기록을 경신했다. 그는 리히텐슈타인을 상대로 환상적인 프리킥 득점도 성공시켰다. 카라구니스는 월드컵 예선전에서 내내 역동적이고 영감을 주는 맹활약을 펼쳤고, 그의 조국에 3번째 FIFA 월드컵 본선 진출권을 안겼다. 비록 37세의 나이로 선발 출전 횟수가 줄었으나, 그리스 선수단에 여전히 큰 영향을 발휘했으며, 벤피카에서 동업했던 페르난두 산투스 감독은 베테랑으로써의 풍부한 경험을 높게 평가했다. "우리는 자신감을 지니고 있으며, 어느 상대든지 이길 수 있습니다."라고 카라구니스가 FIFA 월드컵 예선전에서 입을 열었다. 카라구니스는 2014년 FIFA 월드컵 본선의 코스타리카를 상대로 한 16강전에서 정규시간 90분과 연장전 30분의 총 120분을 모두 소화하였다. 요르고스 카라구니스 그리스 주장은 일요일에 팀이 코스타리카에게 승부차기 끝에 패하면서 은퇴를 선언했다. 카라구니스는 그리스 국가대표팀 역사상 가장 많은 경기에 출전한 선수로, 1999년에 데뷔전을 치른 이래 15년동안 139번의 국가대표팀 경기에 출전했다. 일요일에 그리스의 득점을 성공시켰던 수비수 소크라티스 파파스타토풀로스는 떠나는 주장에게 존경심을 표의했다. "그는 자신의 이야기를 써내려갔습니다 ... 그는 [출장] 기록 보유자이며, 그는 팀을 위해 모든 것을 보여주었으며 헌신적이었습니다." 파파도풀로스는 "그는 우리 미래에 유산을 남겼습니다. 그는 걱정하지 않아도 됩니다."라고 덧붙였다.

## 플레이스타일
카라구니스는 1.76미터의 작은 신장을 가진 미드필더이나, 그라운드 위에서 거칠고 투지 있는 선수이다. 그는 "장군" 미미스 도마조스와 자주 비견되곤 하였다. 도마조스는 은퇴한 그리스의 축구 선수로, 그리스 역사상 최고의 축구 선수로 평가받고 있다. 그는 드리블과 정확한 롱패스에서 두각을 나타내는 창의적인 패스 능력을 탑재하고 있었다. 이 능력은 카라구니스의 현역 시절에도 지닌 능력이었다. 카라구니스는 "근면 성실한 미드필더로, 훌륭한 세트피스를 공급하는 선수"로 묘사된다.
전성기 시절, 그는 유럽에서 최고의 세트피스 조합으로, 그의 프리킥 배급은 과거에 그리스 국가대표팀의 중요한 득점 순간을 만들어 냈었다. 그의 드리블링 능력은 항상 그의 강점이었으며, 카라구니스는 간혹 에너지의 폭주를 통해 근면한 공격을 통해 프리킥을 스스로 얻어내곤 했다. 그는 먼 거리에서의 환상적인 슈팅 능력도 겸비하며, 다양한 공격 기술이 중원에서의 공격성과 조합되어 그를 공을 다시 얻어내고 자신의 발로 공격을 마무리하는 선수이기도 하다. 간추려서, 그는 팀 중원의 부적이며 논란의 여지없이 가장 균형잡힌 선수이다.

## 사생활
풀럼 이적으로, 카라구니스는 템즈강변에 집을 마련해, 전 첼시 선수이자 맨체스터 유나이티드 미드필더인 후안 마타와 첼시 미드필더 오스카르와 이웃하게 되었다.

## 경력 통계
2014년 5월 23일 기준
| 클럽 경력 | 클럽 경력         | 클럽 경력         | 리그 | 리그 | 컵               | 컵               | 유럽 | 유럽 | 합계 | 합계 |
| 시즌      | 클럽              | 리그              | 출장 | 골   | 출장             | 골               | 출장 | 골   | 출장 | 골   |
| 그리스    | 그리스            | 그리스            | 리그 | 리그 | 그리스 컵        | 그리스 컵        | 유럽 | 유럽 | 합계 | 합계 |
| --------- | ----------------- | ----------------- | ---- | ---- | ---------------- | ---------------- | ---- | ---- | ---- | ---- |
| 1996–97   | 아폴론 스미르니   | 알파 에트니키     | 31   | 2    | 2                | 0                | –    | –    | 33   | 2    |
| 1997–98   | 아폴론 스미르니   | 알파 에트니키     | 24   | 7    | 2                | 0                | –    | –    | 26   | 7    |
| 1998–99   | 파나티나이코스 FC | 알파 에트니키     | 24   | 6    | 5                | 1                | 0    | 0    | 29   | 7    |
| 1999–2000 | 파나티나이코스 FC | 알파 에트니키     | 27   | 9    | 4                | 2                | 5    | 0    | 36   | 11   |
| 2000–01   | 파나티나이코스 FC | 알파 에트니키     | 23   | 4    | 5                | 2                | 14   | 1    | 42   | 7    |
| 2001–02   | 파나티나이코스 FC | 알파 에트니키     | 21   | 3    | 5                | 0                | 15   | 3    | 41   | 6    |
| 2002–03   | 파나티나이코스 FC | 알파 에트니키     | 23   | 3    | 3                | 0                | 10   | 0    | 36   | 3    |
| 이탈리아  | 이탈리아          | 이탈리아          | 리그 | 리그 | 코파 이탈리아    | 코파 이탈리아    | 유럽 | 유럽 | 합계 | 합계 |
| 2003–04   | 인테르나치오날레  | 세리에 A          | 9    | 0    | 3                | 0                | 4    | 0    | 16   | 0    |
| 2004–05   | 인테르나치오날레  | 세리에 A          | 12   | 0    | 5                | 0                | 3    | 0    | 20   | 0    |
| 포르투갈  | 포르투갈          | 포르투갈          | 리그 | 리그 | 타사 드 포르투갈 | 타사 드 포르투갈 | 유럽 | 유럽 | 합계 | 합계 |
| 2005–06   | 벤피카            | 프리메이라리가    | 19   | 1    | 4                | 0                | 7    | 0    | 30   | 1    |
| 2006–07   | 벤피카            | 프리메이라리가    | 26   | 2    | 2                | 0                | 9    | 0    | 37   | 2    |
| 그리스    | 그리스            | 그리스            | 리그 | 리그 | 그리스 컵        | 그리스 컵        | 유럽 | 유럽 | 합계 | 합계 |
| 2007–08   | 파나티나이코스    | 수페르리가 엘라다 | 32   | 6    | 2                | 0                | 6    | 0    | 40   | 6    |
| 2008–09   | 파나티나이코스    | 수페르리가 엘라다 | 24   | 7    | 1                | 0                | 10   | 3    | 35   | 10   |
| 2009–10   | 파나티나이코스    | 수페르리가 엘라다 | 24   | 2    | 5                | 0                | 12   | 1    | 41   | 3    |
| 2010–11   | 파나티나이코스    | 수페르리가 엘라다 | 28   | 0    | 2                | 0                | 4    | 0    | 34   | 0    |
| 2011–12   | 파나티나이코스    | 수페르리가 엘라다 | 25   | 1    | 2                | 0                | 3    | 0    | 30   | 1    |
| 잉글랜드  | 잉글랜드          | 잉글랜드          | 리그 | 리그 | FA컵 / 리그 컵   | FA컵 / 리그 컵   | 유럽 | 유럽 | 합계 | 합계 |
| 2012–13   | 풀럼              | 프리미어리그      | 25   | 1    | 3                | 1                | –    | –    | 28   | 2    |
| 2013–14   | 풀럼              | 프리미어리그      | 14   | 0    | 5                | 1                | –    | –    | 19   | 1    |
| 경력 합계 | 경력 합계         | 경력 합계         | 411  | 54   | 60               | 7                | 102  | 8    | 573  | 69   |

### 국가대표팀 득점 기록
| #   | 날짜             | 경기장             | 상대         | 점수 | 결과 | 대회                      |
| --- | ---------------- | ------------------ | ------------ | ---- | ---- | ------------------------- |
| 1.  | 2001년 9월 5일   | 헬싱키, 핀란드     | 핀란드       | 5–1  | 패   | 2002년 FIFA 월드컵 예선전 |
| 2.  | 2002년 2월 13일  | 테살로니키, 그리스 | 스웨덴       | 2–2  | 무   | 친선경기                  |
| 3.  | 2004년 6월 12일  | 포르투, 포르투갈   | 포르투갈     | 1–2  | 승   | UEFA 유로 2004            |
| 4.  | 2005년 3월 30일  | 아테네, 그리스     | 알바니아     | 2–0  | 승   | 2006년 FIFA 월드컵 예선전 |
| 5.  | 2008년 3월 26일  | 뒤셀도르프, 독일   | 포르투갈     | 1–2  | 승   | 친선경기                  |
| 6.  | 2008년 3월 26일  | 뒤셀도르프, 독일   | 포르투갈     | 1–2  | 승   | 친선경기                  |
| 7.  | 2010년 10월 12일 | 아테네, 그리스     | 이스라엘     | 2–1  | 승   | UEFA 유로 2012 예선전     |
| 8.  | 2011년 11월 15일 | 알타흐, 오스트리아 | 루마니아     | 1–3  | 패   | 친선경기                  |
| 9.  | 2012년 6월 16일  | 바르샤바, 폴란드   | 러시아       | 1–0  | 승   | UEFA 유로 2012            |
| 10. | 2013년 10월 15일 | 아테네, 그리스     | 리히텐슈타인 | 2–0  | 승   | 2014년 FIFA 월드컵 예선전 |

## 수상

### 클럽
인테르나치오날레
- 코파 이탈리아: 2004–05

파나티나이코스
- 수페르리가 엘라다: 2009–10
- 그리스 컵: 2009–10

### 국가대표팀
그리스
- UEFA 유럽 축구 선수권 대회: 2004

그리스 U-21
- UEFA U-21 축구 선수권 대회 준우승: 1998

## 같이 보기
- A매치 100경기 이상 출전한 축구 선수 명단